# Conquête de l'Alentejo
 (janvier 2025).
La conquête définitive de l'Alentejo par les Portugais a mis fin à 91 ans de dispute entre eux et les musulmans pour la domination de la région. La possession de l'Alentejo permit de poursuivre la reconquête jusqu'à l'Algarve, commencée en 1238. La même année où Arronches et Mértola furent conquises, Alfajar da Pena, Alcoutim, Aiamonte, sur la rive gauche du Guadiana, furent prises par D. Sancho II et Cacela.

## Contexte
L'Alentejo est le théâtre de conflits entre Portugais et musulmans au moins depuis la bataille d'Ourique. Cependant, l’occupation du territoire n’a commencé que 8 ans plus tard.

## Première conquête de l'Alentejo 1147-1161
La conquête des terres au sud du Tage par les Portugais commença en 1147, lorsque la ville d'Almada fut prise lors de la conquête de Lisbonne. Alcácer do Sal a été attaqué par D. Afonso Henriques en 1151, 1154, 1157 et conquis en 1158, avec Santiago do Cacém, plusieurs villes de l'Alentejo étant conquises dans les années immédiates, dont Évora et Beja.
En 1160, cependant, le calife almohade Abd Al-Mumin achève la conquête du Maghreb et s'installe dans la péninsule avec une importante armée de 18 000 hommes,. Averti de l'avancée portugaise au sud du Tage, le calife envoie un détachement commandé par Abou Mohammed Abdallah Ben Hafs ou Benafece à l'ouest de la péninsule.
En 1161, une bataille rangée eut lieu aux abords d'Alcácer do Sal entre les Almohades et les Portugais, qui furent vaincus. Beja fut abandonnée et toutes les conquêtes au sud du Tage, à  l'exception d'Alcácer do Sal, furent récupérées par les Almohades.

## Deuxième conquête de l'Alentejo, 1162-1191
L'année suivant la bataille d'Alcácer do Sal, les Portugais reprirent la conquête du territoire des Maures dans l'Alentejo et dans ces campagnes Geraldo Sem Pavor et Gonçalo Mendes da Maia, le Lidador, se distinguèrent.
Le calife almohade retourna en Afrique du Nord avec ses troupes et Beja fut de nouveau conquise lors d'une attaque nocturne le 30 novembre 1162, en plein hiver, par les chevaliers-vilains de Santarém commandés par Fernando Gonçalves,. Sesimbra fut conquise par D. Afonso Henriques en 1165, après avoir informé le roi portugais que la ville n'était pas gardée. Le gouverneur almohade de Badajoz s'est précipité dans la région avec un corps de troupes pour récupérer Sesimbra, mais il a été vaincu lors de la bataille de Palmela et Palmela s'est rendu plus tard cette année. Toujours en 1165, Geraldo Geraldes, Sans Peur, conquit Évora en pleine nuit puis offrit la ville à D. Afonso Henriques, qui l'a nommé maire de la même ville. Un nouvel ordre de frères chevaleresques fut installé à Évora, mais comme ils n'étaient pas autorisés par le Pape, ils furent intégrés à l'Ordre de Calatrava.

La croix de l'Ordre de Calatrava, connu plus tard au Portugal sous le nom d'Ordre d'Aviz.

L'année suivante, Geraldo Sans Peur conquit Trujilho et Cáceres, en janvier, Montánchez, Alconchel, Serpa et Juromenha, qui devint la base de l'attaque de la ville de Badajoz,. La même année, un nouvel Ordre des Frères Chevaliers est créé à Évora mais, comme il n'est pas autorisé par le Pape, il est intégré à l'Ordre de Calatrava. Alphonse 1er a conquis Coruche, Arronches, Elvas et Odemira cette année, cette dernière via une attaque amphibie surprise, remontant doucement la rivière Mira,. En 1167, Monsaraz fut conquise par les hommes de Geraldo Sem Pavor, qui quittèrent Évora, tandis que Noudar fut prise par Gonçalo Mendes da Maia,. Une trêve fut signée entre Alphonse 1er et les Almohades en 1173. Parmi les conditions figurait le retour de Beja.
Une fois cette trêve signée, Geraldo Geraldes abandonna le service d'Alphonse 1er et, avec 350 hommes, partit pour Séville pour se mettre au service du calife almohade, qui le déplaça avec ses compagnons plus loin dans la région de Suz, au Maroc. Cependant, lorsque ses lettres au roi portugais furent interceptées plus tard, Sem-Pavor fut de nouveau transféré, plus à l'intérieur des terres, dans la région du Draa, dont le gouverneur l'exécuta.
Après la fin de cette trêve, en 1178, l'Infant D. Sancho a mené une attaque en profondeur sur les terres andalouses qui a réussi à atteindre les portes de Séville et qui est devenue connue sous le nom de Tranchée de Triana. Les représailles ne se font pas attendre et l'année suivante les Almohades envahissent le Portugal et Abrantes est assiégée . En 1180, les milices portugaises dévastèrent à nouveau la région de Séville. Évora fut assiégée en 1181 par Mohammed Ibn Iusuf Ibn Wammudin et la région environnante fut dévastée mais la ville résista à l'attaque,. De nouvelles attaques contre la région de Séville par des chevaliers portugais eurent lieu en 1183 et en 1184 le calife almohade Abu Yaqub Yusuf envahit le Portugal en personne. Santarém fut assiégée mais, avec l'aide du roi D. Ferdinand II de León, la ville résiste. Le calife mourut peu après l'attaque de Santarém et une nouvelle trêve fut négociée avec son successeur Abu Yusuf Yaqub.
En 1189, D. Sancho Ier conquit l'importante ville de Silves, déjà en Algarve et, sur le chemin du retour, réoccupa Beja. Depuis 1188, le calife Abu Yusuf Yaqub voulait traverser le détroit de Gibraltar à la tête d'une grande armée et reconquérir les royaumes chrétiens de la péninsule ibérique. Le Portugal fut de nouveau envahi par les Almohades en 1190 et en 1191 tous les territoires au sud du Tage furent à nouveau perdus, à l'exception de la ville d'Évora.

## Conquête définitive de l'Alentejo, 1217-1238
Depuis la reconquête almohade en 1191, Alcácer do Sal était la principale base navale musulmane de la côte ouest de la péninsule et la principale menace pour Lisbonne.
Le roi D. Cependant, Afonso II entendait rester en paix avec les musulmans, lorsqu'une armada de croisés nord-européens arriva à Lisbonne en route vers la Terre Sainte, l'évêque de Lisbonne D. Soeiro Viegas a pris sur lui d'organiser une expédition pour reconquérir la ville portuaire bien défendue d'Alcácer do Sal.

### La reconquête d'Alcácer do Sal
D. Soeiro prêcha la croisade dans tout le royaume, y investit son propre argent et obtint la collaboration de l'évêque d'Évora, de l'abbé d'Alcobaça, des ordres militaires et des croisés flamands, saxons et frisons dont la flotte était arrivée à Lisbonne. Le gros de l'armée serait constitué d'infanterie issue des milices municipales, mais comprendrait également quelques chevaliers, environ 300, ainsi que des contingents templiers, menés par Maître D. Pedro Alvites, épéistes, dirigés par le commandant Martim Pais Barregão et hospitaliers, dirigés par le prieur D. Mem Gonçalves de Cerveira.

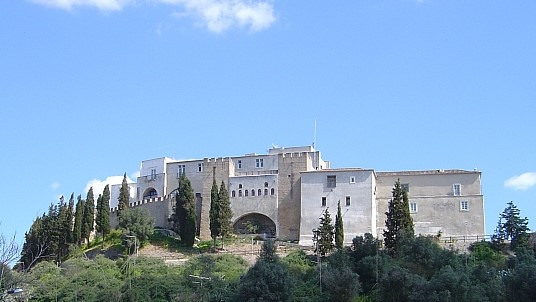
La forteresse d'Alcácer do Sal

Départ de l'armée et de la flotte chrétienne de Lisbonne vers Alcácer do Sal dans les derniers jours de juin 1217, la ville fut encerclée et attaquée à l'aide de mines, de couvertures, de béliers, de trébuchets, de bastions ou de tours d'assaut. À l'approche des forces chrétiennes, le maire d'Alcácer, Abdallah Ben Wazir, a lancé une demande d'aide aux garnisons musulmanes de la région et le matin du 11 septembre a eu lieu la bataille de Ribeira de Sítimos, au cours de laquelle les Portugais ont vaincu un Almohade. armée de secours, venant de Jaén, Cordoue, Séville et Badajoz, tandis que les croisés étaient restés pour bloquer Alcácer, à côté de leurs navires. Déjà très affaiblis, les défenseurs d'Alcácer se rendirent le 18 octobre, après avoir été autorisés à repartir avec seulement leur vie. Le maire d'Alcácer do Sal, Abdallah Ben Wazir a été capturé et converti au christianisme mais s'est enfui quelques jours plus tard.
La reconquête d'Alcácer do Sal enleva aux musulmans une importante base navale à partir de laquelle des attaques de pirates étaient lancées contre la côte portugaise et en même temps elle ouvrait les plaines de l'Alentejo aux Portugais. La même année où Alcácer do Sal fut conquise, les chevaliers de l'Ordre de Calatrava et leur maître D. Fernão Anes a également reconquis Veiros, Borba, Monforte et Vila Viçosa, à la périphérie d'Elvas,.

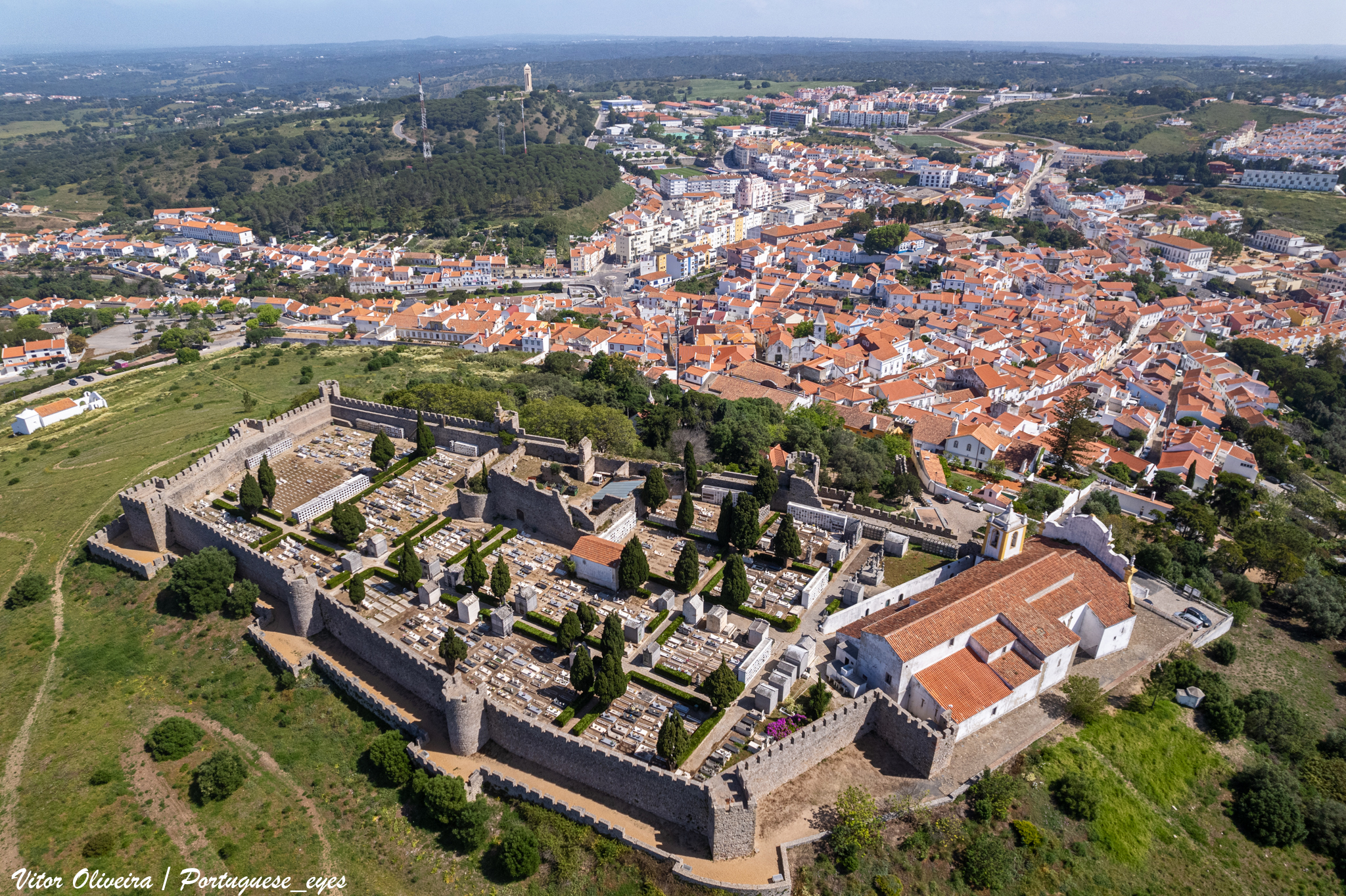
Le château de Santiago do Cacém

### Trêve 1219-1225
Le roi D. Afonso II fut impliqué dans des conflits avec la noblesse, le clergé et le royaume voisin de Leão, c'est pourquoi en 1219 il signa une trêve avec les musulmans pour se concentrer sur la gestion interne du royaume. Il mourut en 1223 et D. Sanche II.

### Reconquête du bas Alentejo, 1225-1238

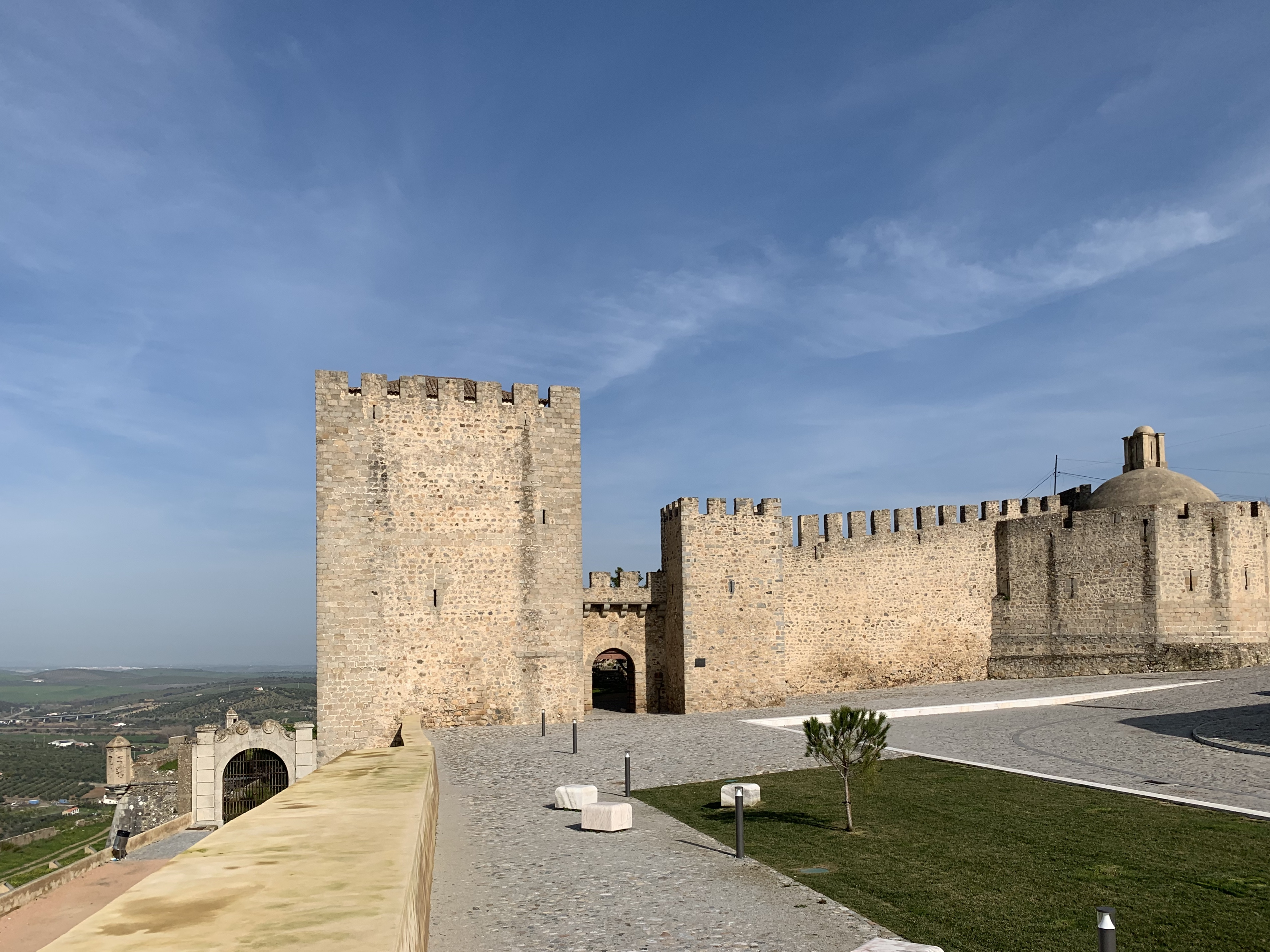
Château d'Elvas

Après l'assassinat du calife Abd al-Wahid et l'usurpation du trône par un prétendant rival, en 1225, la guerre civile éclata entre les Almohades en Andalousie. Cette même année, la région de Séville est à nouveau envahie par les chevaliers portugais,. Le gouverneur almohade de Séville refusant d'affronter les Portugais au combat, les habitants s'armèrent spontanément et se rendirent sur le terrain mais furent massacrés non loin des murs de la ville.
Au printemps 1226, D. Sancho II entoura Elvas au moment même où les Léonais attaquaient la ville voisine de Badajoz. L'archevêque de Braga D. commandait l'hôte royal. Estêvão Soares da Silva et l'enseigne royale Martim Anes. Les champs environnants furent pillés et D. Sancho risqua sa vie dans les douves de la ville pendant le siège, mais la campagne avait commencé très tard et, voyant que les Léonais ne parvenaient pas à conquérir la puissante ville de Badajoz, les Portugais se retirèrent d'Elvas.

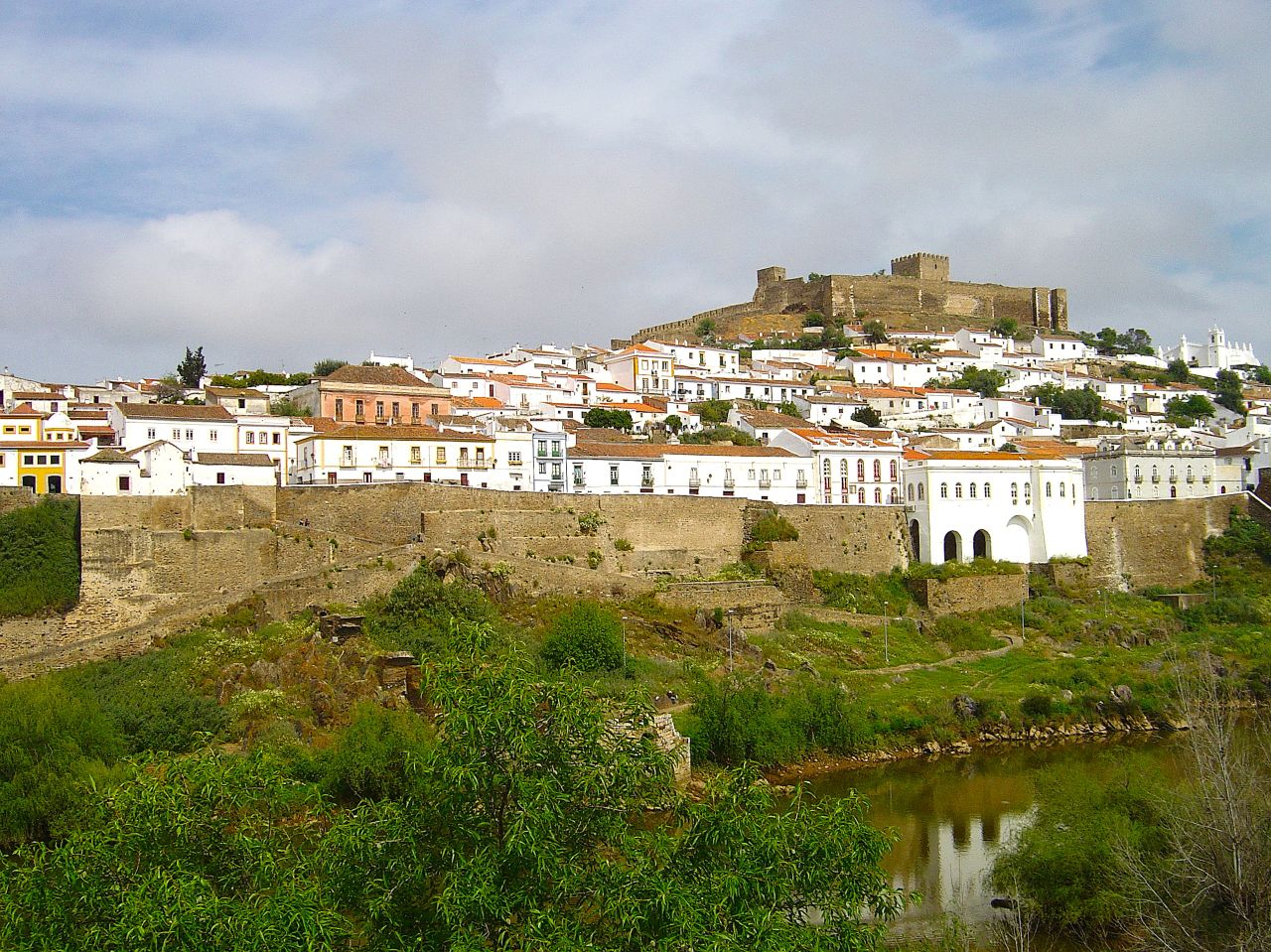
Le village et le château de Mértola

De nouveaux fossés portugais et léonais dévastèrent la région de Séville en 1228. L'absence de réponse aux incursions chrétiennes précipita la révolte des populations andalouses contre les Almohades. Une nouvelle période de taifas a commencé lorsque les gouverneurs almohades ont été destitués et remplacés par des caudillos locaux. En octobre de cette année, le calife Idris al-Mamun abandonna Séville et retourna au Maroc avec les troupes qu'il avait laissées alors que la péninsule ibérique était déjà considérée comme perdue.
En 1230, les chevaliers portugais qui revenaient de la campagne du roi de León contre Mérida constatèrent qu'Elvas et Juromenha avaient été abandonnés par leurs populations et les occupèrent au nom du roi du Portugal le 1er mars, le jour même où Mérida a été conquise par les Léonais. La même année plus tard, D. Sancho installa des garnisons dans les deux villes. En 1232, les Hospitaliers conquièrent la ville de Moura, qui se rendit après une brève attaque, puis Serpa. Cette même année, les Hospitaliers fondèrent également Crato et Castelo de Vide, dont le roi leur avait fait don du territoire. Il est possible que Beja ait été conquise cette année.
En 1234, les épéistes conquirent Aljustrel et Alvito,. Le château de Sesimbra leur fut offert en 1236. S'ensuit la prise d'Arronches et de Mértola, en 1238.

## Conséquences
La conquête définitive de l'Alentejo a mis fin à 91 ans de dispute entre Portugais et musulmans pour la domination de la région. La possession de l'Alentejo permit de poursuivre la reconquête jusqu'à l'Algarve, commencée en 1238. La même année où Arronches et Mértola furent conquises, Alfajar da Pena, Alcoutim, Aiamonte, sur la rive gauche du Guadiana, furent prises par D. Sancho II et Cacela.

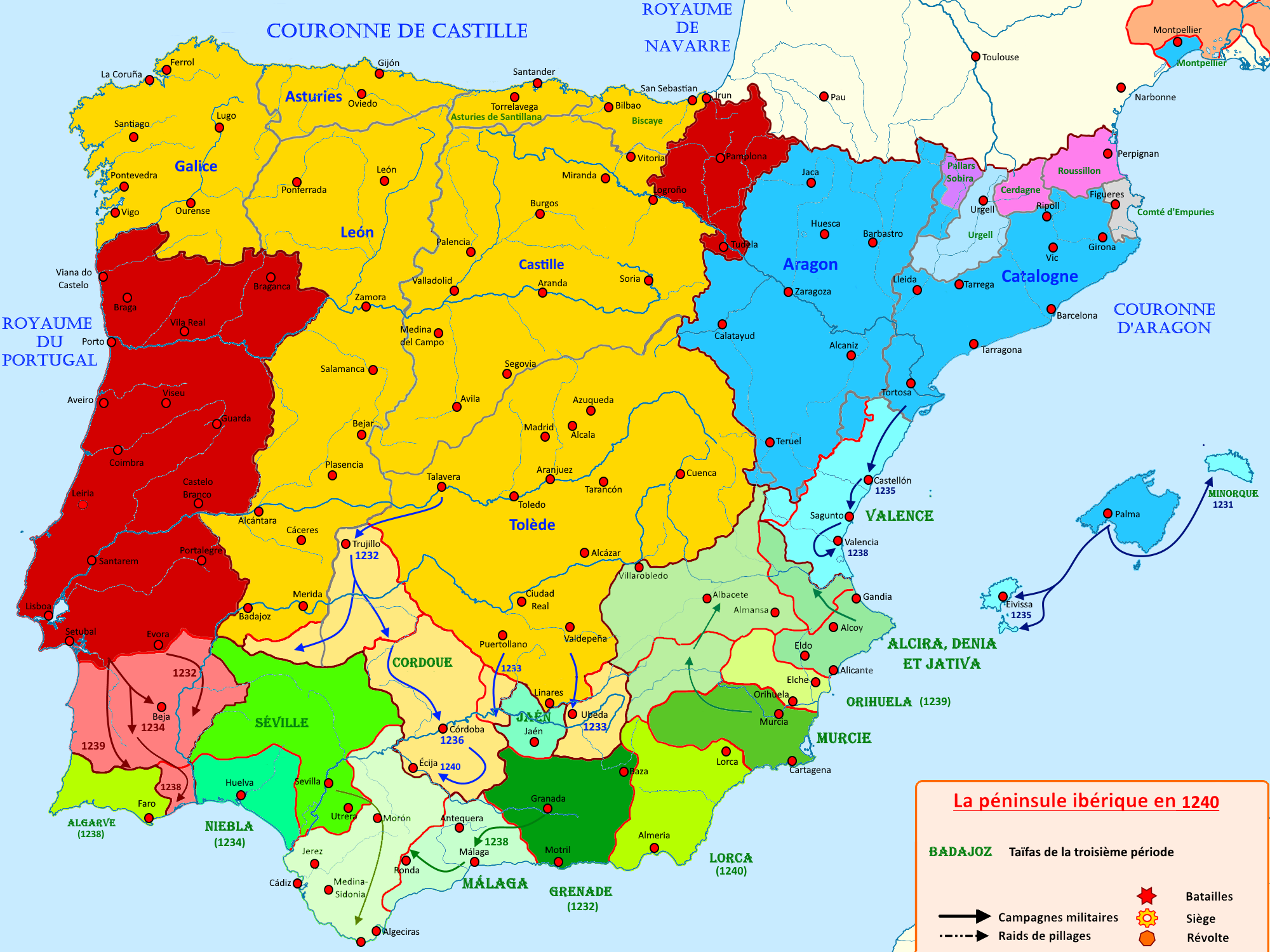
La péninsule ibérique en 1240

La conquête de l'Alentejo fut en grande partie due à l'initiative des ordres militaires des frères chevaliers, notamment les épéistes, les hospitaliers et les calatravos. De vastes territoires furent ainsi administrés par l'Église.
Les frontières du territoire ne seront définies qu'en 1297 avec la signature du Traité d'Alcanizes. Grâce à cet accord, certains villages de la région sont devenus possession du Portugal.